# Macroteleia mongolica
Macroteleia mongolica är en stekelart som beskrevs av Szabó 1973. Macroteleia mongolica ingår i släktet Macroteleia och familjen Scelionidae. Inga underarter finns listade i Catalogue of Life.